# Giorgio Cantarini
Giorgio Cantarini (Orvieto, 12 de abril de 1992) es un actor italiano que hasta la actualidad ha aparecido en dos películas ganadoras del premio Óscar: La vida es bella (1997) y Gladiator (2000).

## Biografía

### Primeros años
Giorgio Cantarini es el único hijo de Rimazio y Tina Cantarini.
La pareja se separó y divorció poco después del quinto cumpleaños del actor.
Su sobrenombre familiar es «Gio».

### Carrera
Cantarini hizo su debut en el cine en 1996, en la comedia dramática La vida es bella, de Roberto Benigni, haciendo de «Giosué Orefice», el hijo de cuatro años de edad del personaje de Benigni, que es enviado junto con su padre judío-italiano a un campo de concentración de los nazis alemanes durante la Segunda Guerra Mundial.
La película ganó tres premios Óscar. En 1998, Cantarini fue galardonado junto a sus compañeros de reparto con una nominación al Premio del Sindicato de Actores a la «mejor actuación de un elenco en una película».
Su segunda aparición en el cine fue en la película dramática de acción Gladiator (2000), de Ridley Scott. 
Cantarini fue elegido como el hijo del protagonista Máximus (interpretado por Russell Crowe), ganador del Óscar por ese personaje.
La película ganó cinco Óscares en la 73.ª edición de los premios.

### 2001-En el amor y en la guerra-presente
En 2001, Cantarini apareció como Slavko en la película de televisión estadounidense En el amor y en la guerra, adaptación de la novela autobiográfica Guerra en los Apeninos de Eric Newby.
La película fue filmada en Italia y ganó un premio en el Salón de la Fama de Hallmark.
En 2005, Cantarini compitió en la versión Ballando con le stelline (bailando con las estrellitas), del programa italiano de televisión realidad Ballando con le stelle (bailando con las estrellas), en el canal Rai Uno, conducido por Milly Carlucci, que es versión de la serie estadounidense Dancing with the stars.
Giorgio Cantarini actualmente reside la mayor parte del año en Florencia (Italia) con su padre y durante los meses de verano reside en Los Ángeles (California) con su madre.

## Filmografía
- 1997: La vida es bella
- 2000: Gladiator
- 2001: In love and war (En el amor y en la guerra), dirigida por John Kent Harrison.
- 2007: Il giorno, la notte. Poi l'alba (El día, la noche. Y después el alba), dirigida por Paolo Bianchini.
- 2008: Il mattino ha l'oro in bocca (La mañana tiene el oro en boca), dirigida por Francesco Patierno.
- 2010: Distretto di polizia.